# Regős Pál
Regős Pál (Budapest, 1926. március 7. – Budapest, 2009. július 18.) pantomimművész, koreográfus, rendező. Fia Regős János, a Szkéné Színház igazgatója.

## Életpályája
Rózsahegyi Kálmán színiiskolájában tanult. 1945–1948 között mozgásparódiákkal lépett fel. 1948–1953 között jégtáncos volt. 1957–1966 között a Magyar Jégrevü karakterszólistája volt, közben pantomimet tanult. 1962-ben megalakította a Commedia XX Pantomim nevű társulatot. 1964-ben mutatkoztak be. 1966-ban a Nemzeti Színházban mozgásrendezést végzett. 1970–1973 között nyári előadássorozatot tart a budavári Vörös Sün Házban. 1973-ban megalakította a Budapesti Műszaki és Gazdaságtudományi Egyetem pantomimcsoportját a Szkéné Színházban, amelynek művészeti vezetője volt. 1979-ben megrendezte a nemzetközi mozgásszínházi találkozót. 1985–2005 között megrendezte a nyári nemzetközi tánc- és mozgásműhelyt.

## Színházi munkái
A Színházi Adattárban regisztrált bemutatóinak száma: szerzőként: 1; színészként: 2; rendezőként: 2; koreográfusként: 2.

### Szerzőként
- Életbúcsú (1998)

### Színészként
- Madách Imre: Az ember tragédiája....Az Úr
- Regős: Életbúcsú....

### Rendezőként
- Regős: Életbúcsú (1998)

### Koreográfusként
- Ajtmatov: Az első vadászat (1979)

## Művei
- A fából faragott királyfi
- A csodálatos mandarin
- A kékszakállú herceg vára
- Ősvigasztalás
- Végjáték
- Zarándokének
- Lélekbörtön
- Töredékek
- Születésnapomra